# Finska mästerskapet i bandy 1936
Finska mästerskapet i bandy 1936 avgjordes genom seriespel. Viipurin Palloseura vann mästerskapet.

## Mästerskapsserien

### Slutställning
| Lag                  | Spelade | Vinster | Oavgjorda | Förluster | Målskillnad | Poäng | VPS | HIFK | VS  | PA  | HJK | MP  | HPS | KIF |
| -------------------- | ------- | ------- | --------- | --------- | ----------- | ----- | --- | ---- | --- | --- | --- | --- | --- | --- |
| Viipurin Palloseura  | 7       | 6       | 0         | 1         | 24-10       | 12    |     | 2-4  | 2-1 | 1-0 | 6-2 | 3-2 | 5-0 | 5-1 |
| IFK Helsingfors      | 7       | 5       | 1         | 1         | 21-8        | 11    |     |      | 1-1 | 3-2 | 1-3 | 3-0 | 3-0 | 6-0 |
| Viipurin Sudet       | 7       | 4       | 2         | 1         | 10-7        | 10    |     |      |     | 1-1 | 4-2 | 5-0 | 2-0 | 5-1 |
| Porvoon Akilles      | 7       | 4       | 1         | 2         | 17-9        | 9     |     |      |     |     | 3-2 | 3-2 | 2-0 | 6-0 |
| HJK                  | 7       | 4       | 0         | 3         | 20-19       | 8     |     |      |     |     |     | 3-1 | 6-3 | 2-1 |
| Mikkelin Palloilijat | 7       | 2       | 0         | 5         | 9-17        | 4     |     |      |     |     |     |     | 1-0 | 3-0 |
| Helsingin Palloseura | 7       | 1       | 0         | 6         | 5-20        | 2     |     |      |     |     |     |     |     | 2-1 |
| Kronohagens IF       | 7       | 0       | 0         | 7         | 4-29        | 0     |     |      |     |     |     |     |     |     |

### Finska mästarna
- Bertel Westlin, Yrjö Leppänen, Eino Kanerva, Eino Luukkonen, Reino Marte, Gösta Berg, Samuli Lamppu, Kalle Purhonen, Allan Lagerström, Sulo Kirsi, Onni Peltonen, Valter Österlund, Unto Liukkonen

## B-mästerskapet
B-mästerskapet spelades i sju regionala tävlingar, där vinnarna gick vidare till poolspel med två grupper.

### Öst
| Lag                 | Spelade | Vinster | Oavgjorda | Förluster | Målskillnad | Poäng | WP | Il  | JPS |
| ------------------- | ------- | ------- | --------- | --------- | ----------- | ----- | -- | --- | --- |
| Warkauden Pallo -35 | 2       | 2       | 0         | 0         | 9-1         | 4     |    | 1-0 | 8-1 |
| Viipurin Ilves      | 2       | 1       | 0         | 1         | 6-5         | 2     |    |     | 6-4 |
| Joensuun Palloseura | 2       | 0       | 0         | 2         | 5-14        | 0     |    |     |     |

### Väst
| Lag                     | Spelade | Vinster | Oavgjorda | Förluster | Målskillnad | Poäng | VI | PK  | HPK | JP  |
| ----------------------- | ------- | ------- | --------- | --------- | ----------- | ----- | -- | --- | --- | --- |
| IFK Vasa                | 3       | 2       | 1         | 0         | 13-6        | 5     |    | 2-2 | 6-2 | 5-2 |
| Porin Kärpät            | 3       | 2       | 1         | 0         | 7-4         | 5     |    |     | 3-2 | 2-0 |
| Hämeenlinnan Pallokerho | 3       | 1       | 0         | 2         | 7-11        | 2     |    |     |     | 3-2 |
| Jukolan Pojat           | 3       | 0       | 0         | 3         | 4-10        | 0     |    |     |     |     |

Omspel: VIFK - PoKä 5-0
Warkauden Pallo -35 och IFK Vasa till Mästerskapsserien.

## AIF-final
| Lag 1           | Resultat | Lag 2              |
| --------------- | -------- | ------------------ |
| Maarian Pyrkivä | 2-1      | Talikkalan Toverit |